# (238129) Bernardwolfe
(238129) Bernardwolfe est un astéroïde de la ceinture principale.

## Description
(238129) Bernardwolfe est un astéroïde de la ceinture principale. Il fut découvert par Bernard Christophe le 24 août 2003 à l'observatoire de Saint-Sulpice. Il présente une orbite caractérisée par un demi-grand axe de 2,469 UA, une excentricité de 0,126 et une inclinaison de 5,27° par rapport à l'écliptique.
Il fut nommé en hommage à Bernard Wolfe, écrivain américain ayant notamment œuvré dans le genre de la science-fiction.

## Compléments